# Direzione centrale anticrimine
La Direzione centrale anticrimine della Polizia di Stato (DAC) è una direzione del Dipartimento della pubblica sicurezza che è stata istituita il 1º giugno 2005. Attualmente il direttore è il prefetto Alessandro Giuliano.

## Organizzazione
Si tratta di una struttura della polizia criminale che riunisce nel cosiddetto Polo Tuscolano quattro servizi, già esistenti, della Polizia di Stato:
- SCO: Servizio centrale operativo (che coordina le squadre mobili e l'attività investigativa);
- SCT: Servizio controllo del territorio: (coordina i Reparto prevenzione crimine, gli UPGSP (Ufficio prevenzione generale e soccorso pubblico), le UOPI (Unità operative di pronto intervento).
- SCA: Servizio centrale anticrimine (coordina e indirizza le Divisioni anticrimine)

## Compiti
La DAC ha come scopo il contrasto ai reati gravi e al crimine organizzato internazionale collaborando con le squadre mobili delle questure e la polizia locale.
La collaborazione della DAC con le squadre mobili e le polizie di prevenzione è strutturata orizzontalmente: queste possono richiedere i servizi avanzati offerti dalla DAC quando la complessità delle indagini non permetta di andare avanti con mezzi ordinari.